# Programa de Apoio à Reestruturação e ao Ajuste Fiscal dos Estados
O Programa de Apoio à Reestruturação e ao Ajuste Fiscal dos Estados (Parafe), instituído pelo Voto nº 162/1995 Voto 1621995 CMN, do Conselho Monetário Nacional, tem como lei normatizadora a de nº 9.496/97 após entendimentos mantidos entre a União e diversos Estados, foi publicada a Medida Provisória nº 1.560, em 20 de dezembro de 1996, posteriormente convertida na Lei nº 9.496, de 11 de setembro de 1997]], por meio de emissões especiais de Letras Financeiras do Tesouro modelo LFT-A e LFT-B. O tema é alusivo à Dívida Mobiliária Federal.
O Parafe foi instituído a partir de um contexto de desequilíbrio estrutural das finanças dos estados, propondo o apoio financeiro do governo federal àqueles que se dispusessem a promover ajustes fiscais e financeiros no sentido de restaurar seu equilíbrio orçamentário. Os compromissos assumidos pelos estados incluíam o controle e a redução da despesa de pessoal, a adoção de programas de privatização e de concessão dos serviços públicos, o controle das estatais, compromissos de resultado fiscal e a redução e o controle do endividamento estadual.

## Antecedentes
A redução da inflação decorrente da implementação do Plano Real, reduziu também drasticamente as receitas nominais decorrentes de aplicações financeiras, as quais vinham sendo utilizadas por muitos estados para custear despesas correntes, inclusive despesas de pessoal.
Com o fim da corrosão inflacionária que erodia despesas fixadas em termos nominais, os vencimentos e salários do funcionalismo público, como os dos demais trabalhadores brasileiros, passaram a manter seu valor real, elevando desta forma o peso das folhas salariais.
A perda de receitas financeiras inflacionárias foi parcialmente compensada com o significativo aumento experimentado pelas receitas fiscais estaduais a partir do Plano Real. Comparando-se o período julho de 1994 a setembro de 1995 com o período julho de 1993 a setembro de 1994, as transferências do Fundo de Participação dos Estados cresceram 15%, em termos reais, e a arrecadação do ICMS elevou-se em 28%, também em termos reais, observando-se a partir de julho último uma estabilização dessas receitas.
Entretanto, vários estados concederam, no segundo semestre de 1994 e no primeiro semestre de 1995, aumentos e vantagens salariais a seus servidores, os quais transformaram-se em aumentos reais. A estes aumentos vieram somar-se mecanismos de crescimento vegetativo automático das folhas salariais dos estados, sob a forma de incorporação de vantagens e gratificações previstas nas legislações estaduais.
Este quadro fez com que alguns estados ficassem em situação de desequilíbrio financeiro, levando-os a incorrer em sucessivos atrasos no cumprimento de suas obrigações trabalhistas e a recorrer a empréstimos bancários de curto prazo em [Antecipação à Receita Orçamentária (ARO)], a taxas de juros elevadas, os quais acabaram por agravar ainda mais a situação.
Nos primeiros nove meses de 1995 o resultado fiscal dos estados e municípios revelou déficit primário de 0,3% do PIB - fato inusitado nos últimos cinco anos - e déficit operacional equivalente a 2,7% do PIB. No mesmo período, o Governo Federal acumulou superávit primário de 1,3% e déficit operacional de 0,8% do PIB. Após manter no período de 1991 a meados de 1994 execução fiscal semelhante à obtida pelo Governo Central, conseguindo em alguns momentos resultados até mesmo superiores aos da União, as finanças estaduais apresentam agora comportamento oposto, apesar da conjuntura amplamente favorável das receitas fiscais compostas pelo ICMS e pelas Transferências da União. Trata-se de situação que urge reverter, já que a continuidade do combate à inflação requer equilíbrio fiscal não apenas do Governo Federal, mas de todo o setor público.
Levando em conta a diversidade de situações dos diferentes estados, o programa proposto compreende medidas de ajuste fiscal e saneamento financeiro, bem como linhas de crédito condicionadas a essas medidas. Além disso, prevê-se a possibilidade de reestruturação das AROs, sob condições estritas e que permitam reduzir o déficit dos estados.

## Principais características
Viabilizar a implementação de medidas que permitam aos estados alcançar o equilíbrio orçamentário sustentável. A estratégia do governo federal consiste em estabelecer condicionalidades, em termos de metas de equilíbrio fiscal, em troca de ajuda financeira aos estados, na forma de linhas de financiamento. As condicionalidades abrangem:
a) controle de redução de despesa de pessoal;
b) adesão a programas de privatização, concessão de serviços públicos, reforma patrimonial e controle de estatais estaduais, mediante convênios com o Banco Nacional de Desenvolvimento Econômico e Social (BNDES) e ministérios responsáveis pelos serviços a serem concedidos;
c) aumento da receita, modernização e melhoria dos sistemas de arrecadação, de controle do gasto e de geração de informações fiscais;
d) compromisso de resultado fiscal mínimo, tomando-se como referência o equilíbrio primário;
e) redução e controle do endividamento estadual, valendo-se do auxílio do mecanismo de autoliquidez, que confere ao Tesouro Nacional o poder de reter parte das transferências devidas aos estados para cobrir compromissos financeiros assumidos quando da renegociação de seus passivos financeiros, e da restrição a novas operações de Antecipação de Receita Orçamentária (ARO).

O Programa de Apoio à Reestruturação e ao Ajuste Fiscal dos Estados (Parafe) proposto visava a implementação de medidas que permitam aos estados alcançar o equilíbrio orçamentário sustentável. De nada adiantaria possibilitar refinanciamentos sem que, simultaneamente, fossem eliminadas as fontes de desequilíbrio fiscal e financeiro. Sem esse esforço, a situação de inadimplência e desajuste tenderia a repetir-se.
É importante reconhecer que vários governadores decidiram desenvolver esforços próprios para a implementação de reformas administrativa, patrimonial e financeira em seus estados. O programa de ajuste vem, portanto, somar-se às iniciativas dos próprios estados.
É necessário, todavia, estabelecer de forma organizada e monitorada compromissos firmes com metas de ajuste fiscal com as quais qualquer estado que deseje participar dos demais componentes deste programa deverá comprometer-se.
Assim, a possibilidade de obtenção dos refinanciamentos aqui indicados dependerá dos seguintes compromissos de ajuste fiscal e financeiro a serem mantidos pelos estados durante a vigência do programa.

## A primeira alteração da LRF (Lei Complementar nº 148/2014)
Desde o início da Década de 2010, os estados e municípios que haviam firmados compromissos com o Governo Federal, no âmbito do Programa de Apoio à Reestruturação e ao Ajuste Fiscal dos Estados, consubstanciados na lei nº 9.496/97, começaram a exigir revisão dos contratos assinados, tendo em vista elevação do índice de correção monetária aplicáveis aos contratos de refinanciamento celebrados entre a União, os Estados e os Municípios, no caso o IGP-DI, conforme inciso I, do art. 3º dessa lei.

## A Lei Complementar nº 156/2016
No exercício de 2017 o PAF foi aprimorado com a implementação das mudanças previstas na Lei Complementar nº 156/16, que alterou as seis metas fiscais dos Programas e estabeleceu que os conceitos e definições neles utilizados deverão ser os mesmos da Lei de Responsabilidade Fiscal – LRF (Lei Complementar nº 101/00). As mudanças foram regulamentadas pela Portaria STN n° 690/2017.
As seis metas do Programa passaram a ser:
(i)         Dívida Consolidada/Receita Corrente Líquida
(ii)        Resultado Primário;
(iii)       Despesa com Pessoal/ Receita Corrente Líquida;
(iv)       Arrecadação Própria;
(v)        Gestão Pública;
(vi)       Disponibilidade de Caixa Bruta.
As principais mudanças foram feitas na 1ª, 3ª e 6ª meta
O indicador da primeira meta no PAF original era dívida financeira/receita líquida, ao invés de dívida consolidada/receita corrente líquida (utilizado na LRF) e, portanto, exclui débitos com instituições não financeiras, como os com fornecedores, o INSS e etc. Com a convergência dos conceitos, além de haver maior abrangência, será possível comparar o indicador do PAF com os limites legais de endividamento previstos na LRF, o que torna o PAF um instrumento de auxílio ao cumprimento das prerrogativas dessa lei.
Destaca-se que, apesar da 3ª meta originalmente ser "despesas com funcionalismo público", cujo conceito se aproxima de despesa com pessoal, ao convergir para LRF, o PAF passará a observar as definições de despesa com pessoal presentes na LRF, o que possibilitará ao Tesouro zelar também pelo cumprimento dos limites de gasto com pessoal nela previstos.
Já em relação a 6ª meta, que antes era de "despesas de investimento em relação a RLR", foi incluído um indicador referente à análise de liquidez. O indicador se mostrou necessário devido à crise pela qual os Estados estão passando, visto que alguns se encontram sem caixa para cumprir os pagamentos de despesas obrigatórias. Dessa forma, essa meta visa a impedir que isso ocorra novamente.
Além disso, no Novo PAF, os estados deverão cumprir compromissos fiscais atrelados às metas. Essa exigência possibilitará a customização do Programa, tendo em vista as peculiaridades de cada ente.
A convergência com a LRF melhora a transparência do Programa como um todo, visto que permite a comparação do desempenho dos Estados no PAF com a avaliação feita pelos seus respectivos Tribunais de Contas Estaduais, além de tornar o PAF um instrumento para o cumprimento da LRF.
A adesão ao Novo PAF, incentivada pelo Tesouro Nacional, foi massiva, e contou com 20 estados, dentre os 23 signatários do programa em seu primeiro ano no novo formato.

## A Lei Complementar nº 159/2017
Regime de Recuperação Fiscal dos Estados e do Distrito Federal
O Regime de Recuperação Fiscal (RRF) foi instituído em 2017, por meio da Lei Complementar nº 159, de 19 de maio de 2017. O Regime visa a auxiliar Estados e o Distrito Federal que, eventualmente, se defrontem com grave desequilíbrio fiscal. Municípios não estão habilitados a aderir ao RRF. Para que os ajustes das contas públicas sejam implementados, requer-se a ação planejada, coordenada e transparente de todos os Poderes, órgãos, entidades e fundos da Unidade da Federação para corrigir os desvios que afetam o equilíbrio das contas públicas.
Em termos gerais, o RRF constitui estrutura legal que permite que estados em situação de desequilíbrio fiscal gozem de benefícios, como a flexibilização de regras fiscais, concessão de operações de crédito e a possibilidade de suspensão do pagamento da dívida, desde que a Unidade da Federação adote reformas institucionais que objetivem a reestruturação do equilíbrio fiscal. Entre as reformas institucionais constam, por exemplo, a necessidade de aprovação de um teto de gastos, a criação de previdência complementar e a equiparação das regras do Regime Próprio de Previdência Social (RPPS), no que couber, às regras dos servidores da União.
O ente que deseje aderir ao RRF deverá, após aprovação do pedido de adesão pela Secretaria do Tesouro Nacional, elaborar um Plano de Recuperação Fiscal, no qual deve ficar demonstrado que, ao final da vigência do Regime, que pode ser de até 9 exercícios financeiros, o equilíbrio fiscal será restaurado.
Durante a vigência do RRF, o Ente deve respeitar conjunto de vedações que visam a restringir a expansão das despesas e a concessão de benefícios fiscais. Ficam vedadas, por exemplo, a concessão de reajustes salariais, a realização de concursos públicos e a alteração de alíquotas que implique redução de arrecadação. Essas vedações, no entanto, não são rígidas, podendo ser flexibilizadas caso o Estado demonstre que a flexibilização não impactará o atingimento do equilíbrio fiscal.
Com o objetivo de acompanhar a implementação das medidas relacionadas ao RRF, o Estado que aderir ao Regime terá um Conselho de Supervisão, que deverá ser formado por representante não apenas do Estado, mas também por representantes do Ministério da Economia e do Tribunal de Contas da União.
O RRF foi concebido como uma política de auxílio temporário a Unidades da Federação que necessitam reequilibrar as contas. Por esse motivo, a Lei Complementar nº 159, de 2017, prevê três situações em que o Regime deve ser encerrado: i) quando as condições estabelecidas no Plano de Recuperação Fiscal forem satisfeitas; ii) quando a vigência do Plano de Recuperação Fiscal terminar (máximo de 9 exercícios financeiros); e iii) por pedido do Estado, que deve estar acompanhado de lei estadual.